# فیلیپ دلریو
فیلیپ دلریو (فرانسوی: Philippe Delrieu‎؛ زادهٔ ۱۰ اوت ۱۹۵۹) شمشیرباز اهل فرانسه است.
وی در مسابقات کشوری و بین‌المللی در مجموع برندهٔ ۱ مدال نقره شده‌است.